# Sobiescy herbu Janina

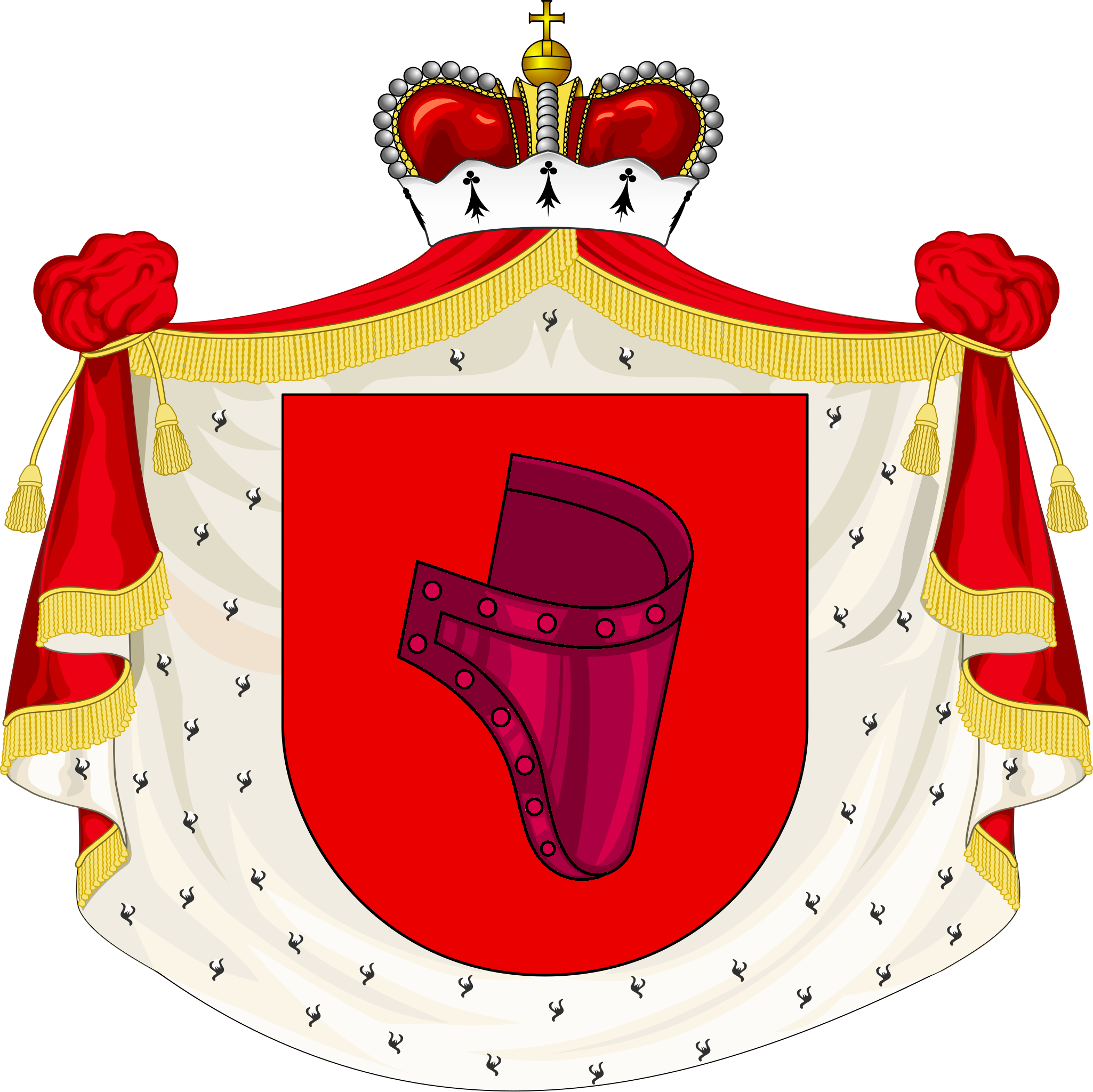
Herb książęcy rodu Sobeskich, należący do synów Jana III Sobieskiego

Sobiescy herbu Janina – polski ród magnacki, pieczętujący się herbem Janina, z którego pochodził król Polski Jan III Sobieski.
Ród Sobieskich skoligacony był z najświetniejszymi rodami Rzeczypospolitej: Wiśniowieckimi, Żółkiewskimi, Radziwiłłami czy Lubomirskimi. Dzięki korzystnym mariażom zdobywał wpływy i rósł w siłę.
Według legendarnych relacji Sobiescy mieli wywodzić się od Wizimira, rzekomego syna Leszka Czarnego bądź Wizimiry Teodory, córki tegoż księcia. W rzeczywistości Leszek Czarny zmarł bezpotomnie, a Wizimir(a) to tylko genealogiczny wymysł, mający wskazywać na rzekome dynastyczne pochodzenie króla Jana III Sobieskiego. Sprzeczność tę wykazała już XIX-wieczna literatura historyczna (Tadeusz Korzon, Oswald Balzer).

## Historia
Ród Sobieskich początkowo był rodziną skromną i ma swoje korzenie w dalekiej przeszłości, choć nie tak odległej i nieznanej jak wiele innych polskich rodów szlacheckich. Na udokumentowanie najwcześniejszych poczynań rodu brakuje bowiem odpowiednich źródeł. Wiadomo, że wywodzili się oni z ziemi stężyckiej w województwie sandomierskim, konkretnie z wsi Sobieszyn. W XVII wieku członkowie rodu nadal podpisywali się na dokumentach historycznych czy innych treściach wraz z tytułem z Sobieszyna, chociaż od dawna nie byli już w posiadaniu tej miejscowości. Ród Sobieskich osiedlił się w sąsiednim województwie lubelskim, gdzie rozpoczęła się ich wielka kariera. Przeprowadzka ta była wynikiem działań Sebastiana Sobieskiego, który w 1516 roku ożenił się z Barbarą Giełczewską. Dzięki temu małżeństwu Sebastian Sobieski otrzymał wieś Wolę Giełczewską oraz sumę 30 grzywien srebra jako posag od swojej żony.
Jan Sobieski (ok. 1518–1564) był najistotniejszym z perspektywy historycznej synem Sebastiana Sobieskiego i odgrywał istotną rolę w historii rodu Sobieskich, chociaż wcześniejsze opracowania genealogiczne często go pomijały. Jan Sobieski wykazał się charakterystyczną cechą dla kolejnych członków rodziny - pasją do działań wojennych. W latach czterdziestych XVI wieku służył jako rotmistrz jazdy pod dowództwem hetmana polnego koronnego Mikołaja Sieniawskiego oraz słynnego dowódcy, starosty barskiego Bernarda Pretwicza, który prowadził działania przeciwko najazdom tatarskim. W 1552 roku Jan Sobieski wziął udział w wyprawie do Mołdawii wraz z wspomnianym Mikołajem Sieniawskim, której celem było osadzenie Aleksandra Lăpușneanu na tronie mołdawskim. Nowy hospodar złożył przysięgę wierności Zygmuntowi Augustowi. Jednak król nie był zadowolony z działań hetmana, albowiem obawiał się, że jego samowolne działania mogą sprowadzić wojnę z Turcją na Polskę. Na szczęście udało się uniknąć konfliktu, a Jan Sobieski kontynuował służbę wojskową, zwalczając Tatarów. Pod koniec życia wziął udział w wojnie o Inflanty przeciwko Iwanowi Groźnemu. Zmarł w trakcie kampanii w roku 1564. Jan, małżonek Katarzyny Gdeszyńskiej, miał trzech synów, spośród których największą karierę osiągnął Marek Sobieski, dziadek Jana III Sobieskiego.

Marek Sobieski odziedziczył zarówno talenty militarne swojego ojca, Jana, jak i osiągnięcia ekonomiczne swojego dziadka. Dzięki temu połączeniu zdolności, Marek odniósł sukcesy zarówno w dziedzinie wojskowości, jak i gospodarki. Jego osiągnięcia militarne oraz umiejętność zarządzania majątkiem przyczyniły się do wzmocnienia pozycji rodziny Sobieskich. Urodził się około 1549 lub 1550 roku, szybko znalazł wpływowych protektorów, którzy przyspieszyli jego karierę. Jednym z nich był Jan Zamoyski, wschodząca gwiazda polskiej polityki, który w 1576 roku wprowadził Sobieskiego na dwór nowo wybranego króla Stefana Batorego. Ta decyzja okazała się trafna, ponieważ impulsywny, dobrze zbudowany i zawsze gotowy do walki (a także do bójek) młody dworzanin od razu przypadł do gustu monarsze. Szybko również udowodnił swoją odwagę. Służąc w nadwornej chorągwi husarskiej, Marek Sobieski wziął udział w wojnie króla z Gdańskiem w 1577 roku. W trakcie sierpniowych walk o Latarnię, został ranny i wraz z koniem wpadł do rzeki. Jednak dzięki pomocy towarzyszy, zdołał się wydostać na brzeg. Kontynuował służbę jako husarz i brał udział w kolejnych konfliktach z Moskwą. W 1580 roku uczestniczył w zwycięskiej bitwie z Rosjanami pod Torowcem, gdzie spotkało go kolejne niezwykłe zdarzenie - został trafiony strzałą z łuku, dosłownie przypięty do siodła. Na szczęście strzała nie wyrządziła mu poważnych obrażeń ciała, przenikając jedynie przez żupan i ubranie wierzchnie.

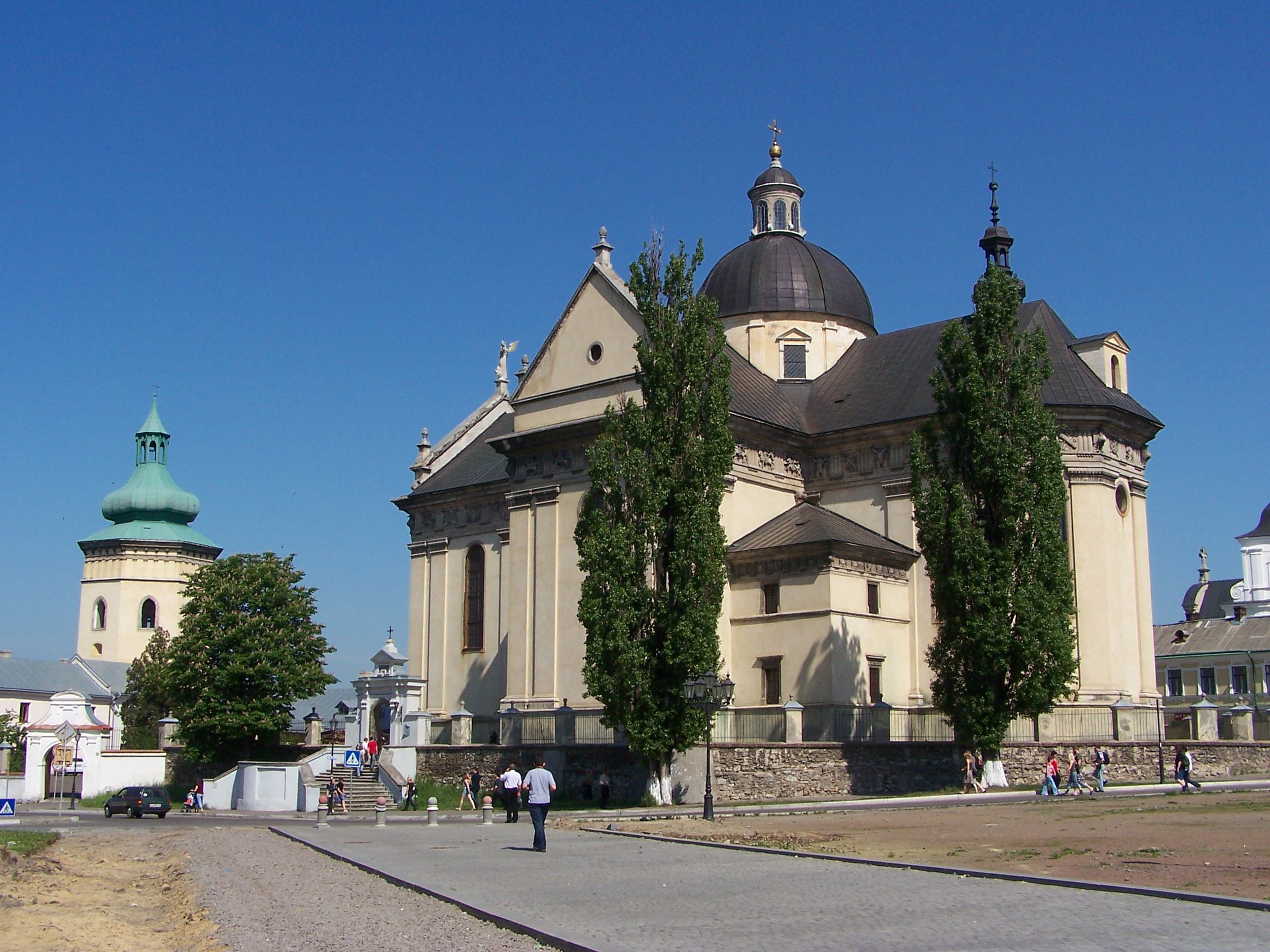
Kolegiata św. Wawrzyńca w Żółkwi, mauzoleum Żółkiewskich i Sobieskich
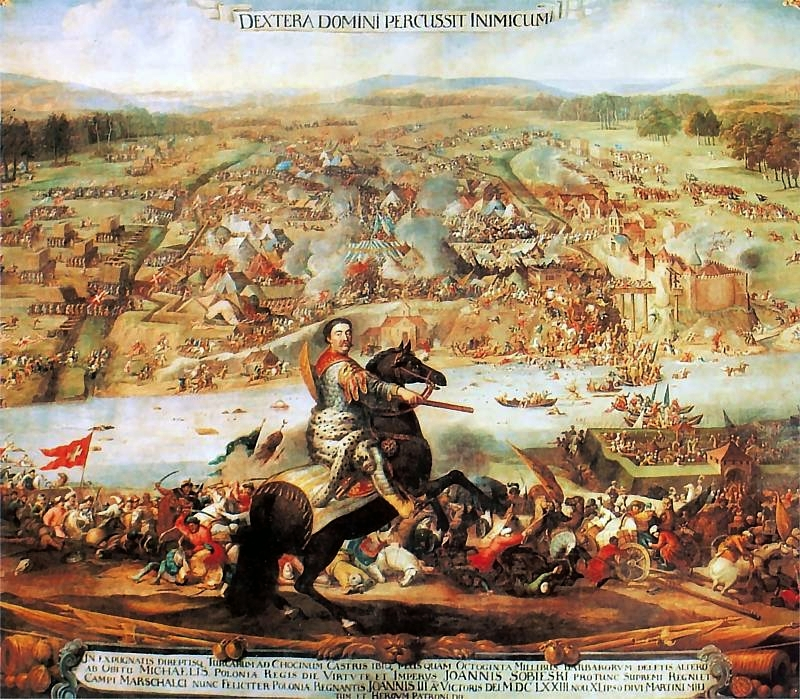
Bitwa pod Chocimiem, 1673 r., zwycięstwo wojsk przyszłego króla Jana III Sobieskiego
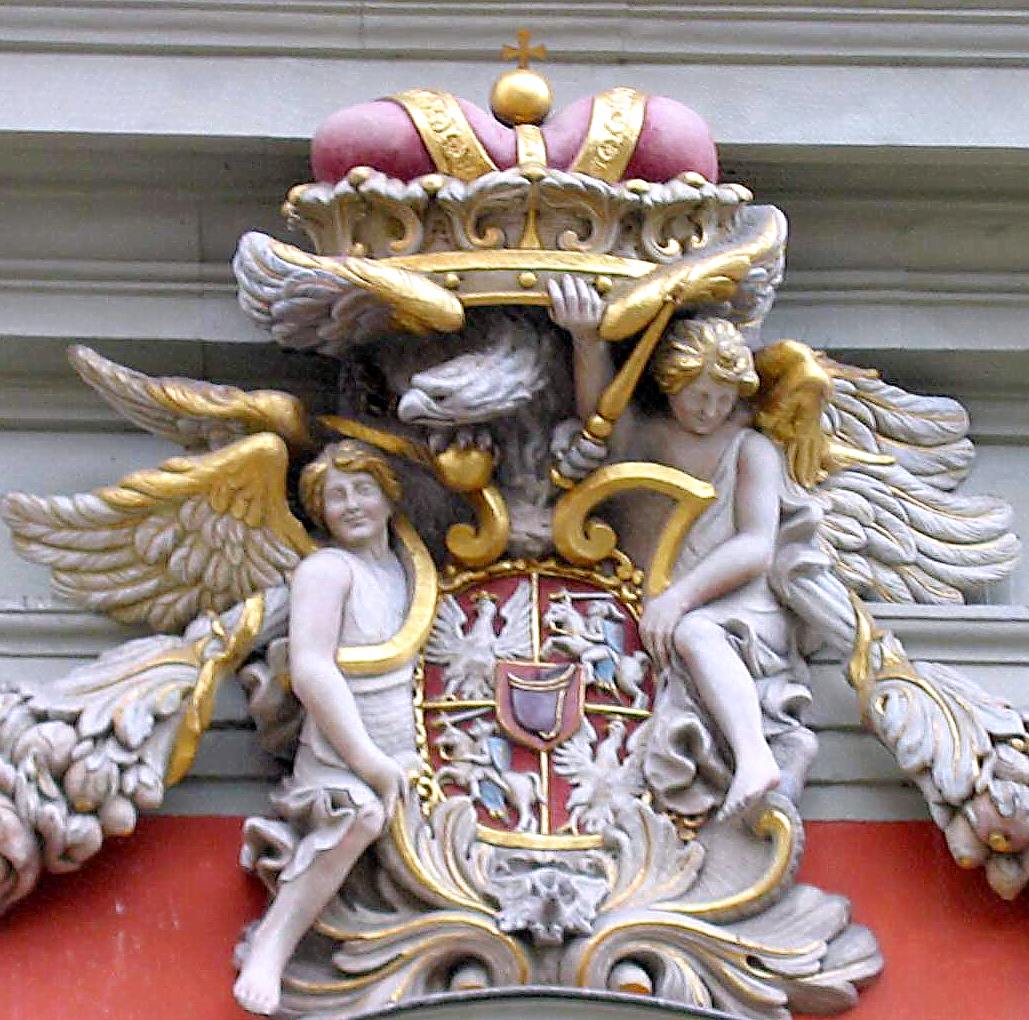
Kaplica Królewska w Gdańsku, detal przedstawiający Herb Rzeczypospolitej Obojga Narodów z okresu panowania Jana III Sobieskiego

## Przedstawiciele rodu Sobieskich
| Obraz | Imię                         | Rok urodzenia | Rok śmierci | Rodzice                                        | Małżeństwa                                                     | Funkcja                                                                   |
| ----- | ---------------------------- | ------------- | ----------- | ---------------------------------------------- | -------------------------------------------------------------- | ------------------------------------------------------------------------- |
|       | Stanisław Sobieski           | ok. 1450      | 1508/1516   | - Mikołaj Sobieski - Jadwiga                   | - Małgorzata Krzyniecka                                        | Polski szlachcic pierwszy poświadczony historycznie właściciel Sobieszyna |
|       | Piotr Sobieski               | ok. 1460      | po 1508     | - Mikołaj Sobieski - Jadwiga                   | - N.N.                                                         | Polski szlachcic właściciel wsi Lędo                                      |
|       | Sebastian Sobieski           | ok. 1486      | 1557        | - Stanisław Sobieski - Małgorzata Krzyniecka   | - Barbara Giełczewska                                          | Polski szlachcic protoplasta rodu                                         |
|       | Jan Sobieski                 | ok. 1518      | 1564        | - Sebastian Sobieski - Barbara Giełczewska     | - Katarzyna Gdeszyńska                                         | Rotmistrz jazdy                                                           |
|       | Marek Sobieski               | ok. 1550      | 1605        | - Jan Sobieski - Katarzyna Gdeszyńska          | - Jadwiga Snopkowska - Katarzyna Tęczyńska                     | Wojewoda lubelski                                                         |
|       | Sebastian Sobieski           | ok. 1552      | 1614        | - Jan Sobieski - Katarzyna Gdeszyńska          | - Anna Zebrzydowska                                            | Chorąży wielki koronny                                                    |
|       | Jakub Sobieski               | 1590          | 1646        | - Marek Sobieski - Jadwiga Snopkowska          | - Marianna Wiśniowiecka - Zofia Daniłowiczówna                 | Polski magnat poseł                                                       |
|       | Aleksandra Sobieska          | ok. 1590      | 1645        | - Marek Sobieski - Jadwiga Snopkowska          | - Krzysztof Wiesiołowski                                       | Żona marszałka litewskiego                                                |
|       | Marek Sobieski               | 1628          | 1652        | - Jakub Sobieski - Zofia Daniłowiczówna        | - Brak                                                         | Starosta jaworowski krasnostawski rotmistrz wojsk koronnych               |
|       | Jan III Sobieski             | 1629          | 1696        | - Jakub Sobieski - Zofia Daniłowiczówna        | - Maria Kazimiera d'Arquien                                    | Król Polski                                                               |
|       | Katarzyna Sobieska           | 1634          | 1694        | - Jakub Sobieski - Zofia Daniłowiczówna        | - Władysław Zasławski-Ostrogski - Michał Kazimierz Radziwiłł   | Podkanclerzyna hetmanowa polna litewska                                   |
|       | Jakub Ludwik Sobieski        | 1667          | 1737        | - Jan III Sobieski - Maria Kazimiera d'Arquien | - Jadwiga von Pfalz-Neuburg                                    | Pretendent do tronów: polskiego pruskiego mołdawskiego węgierskiego       |
|       | Teresa Kunegunda Sobieska    | 1676          | 1730        | - Jan III Sobieski - Maria d'Arquien           | - Maksymilian II Emanuel                                       | Żoną elektora Bawarii                                                     |
|       | Aleksander Benedykt Sobieski | 1677          | 1714        | - Jan III Sobieski - Maria d'Arquien           | - Brak                                                         | Królewicz polski                                                          |
|       | Konstanty Władysław Sobieski | 1680          | 1726        | - Jan III Sobieski - Maria Kazimiera d'Arquien | - Maria Józefa Wessel                                          | Królewicz polski                                                          |
|       | Maria Karolina Sobieska      | 1697          | 1740        | - Jakub Sobieski - Jadwiga von Pfalz-Neuburg   | - Fryderyk de La Tour d'Auvergne - Karol de La Tour d'Auvergne | Księżna de Turenne Szambelanowa francuska                                 |
|       | Maria Klementyna Sobieska    | 1701          | 1735        | - Jakub Sobieski - Jadwiga von Pfalz-Neuburg   | - Jakub Franciszek Stuart                                      | Żona pretendenta do tronu Szkocji i Anglii                                |